# Kep1er
Le Kep1er (케플러?, kepeulleoLR; letto Kepler) sono un gruppo femminile multinazionale formatosi nel 2021 attraverso il talent show Girls Planet 999. Il gruppo è composto da nove membri, ed è gestito dalla Wake One Entertainment e dalla Swing Entertainment. Nel corso della sua carriera, il gruppo ha pubblicato 3 EP, tutti posizionatosi sul podio della classifica sudcoreana.

## Storia

### Nascita del gruppo
Le Kep1er nascono attraverso il talent show Girls Planet 999, trasmissione il cui format preveda proprio la formazione di un nuovo gruppo vocale femminile che avrebbe avuto la possibilità di firmare un contratto di 2 anni e 6 mesi. Il 22 ottobre si è tenuta la finale dello show, che ha visto come nove componenti più votate, e dunque designate come componenti del gruppo in base al regolamento, le seguenti cantanti: Shen Xiaoting, Mashiro Sakamoto, Hikaru Ezaki, Kang Yeseo, Seo Youngeun, Kim Dayeon, Choi Yujin, Huening Bahiyyih e Kim Chaehyun.
Prima dell'inizio del programma, diversi membri delle Kep1er erano già attive nell'industria dell'intrattenimento. Yujin ha precedentemente debuttato con le CLC il 19 marzo 2015 con l'EP First Love, dopo aver concluso i suoi 4 anni di tirocinio sotto la Cube Entertainment. È stata attiva nel gruppo fino alla sua partecipazione a Girls Planet 999, dopodiché è andata in pausa finché il gruppo non si è sciolto nel maggio 2022. Nel 2010 Yeseo era un membro del gruppo CutieL, prima di entrare nel gruppo femminile Busters nel 2019. Ha in seguito lasciato il gruppo ad agosto 2020.
Xiaoting e Dayeon avevano precedentemente partecipato ad altri talent show. Dayeon ha partecipato a Produce 48 nel 2018 rappresentando la CNC Entertainment, mentre Xiaoting ha partecipato a Produce Camp 2020 rappresentando la sua attuale agenzia, Top Class Entertainment. Entrambe sono state eliminate nel primo round di eliminazioni, piazzandosi rispettivamente 70ª e 80ª nei loro rispettivi show. Mashiro è stata una tirocinante nella JYP Entertainment, ed ha partecipato al survival show della sua agenzia Stray Kids nel 2017, facendo parte del team di trainee femminili. Tuttavia è stata anche lei eliminata nel primo episodio.
Xiaoting era una ballerina di ballo da sala e di danza moderna, e ha vinto una medaglia d'oro in una competizione di danza moderna tenutasi a Shanghai. Si è inoltre classificata sesta globalmente in una competizione britannica.
Dopo Produce 48, Dayeon ha lasciato la CNC Entertainment per trasferirsi nella Stardium Entertainment, ma ha dovuto lasciare anche questa dopo che i piani per il suo debutto non si sono realizzati.
Chaehyun è stata invece una tirocinante della SM Entertainment per 4 anni, finché non ha lasciato l'agenzia nel 2020.

### 2021-2022: Debutto conFirst Impact,Queendom 2,Doublast, debutto giapponese eTroubleshooter
Il 23 novembre è stata rivelata tramite delle foto teaser di Yujin, Xiaoting e Mashiro la data in cui le Kep1er avrebbero dovuto debuttare, ovvero il 14 dicembre. A causa della positività al COVID-19 di un membro dello staff del gruppo, il debutto è stato posticipato al 3 gennaio 2022. È stata inoltre cancellata l'esibizione del gruppo agli Mnet Asian Music Awards 2021, in cui avrebbero dovuto fare la loro prima performance in assoluto.
Il 3 gennaio 2022 viene pubblicato l'EP di esordio del gruppo intitolato First Impact, e il brano principale Wa Da Da. First Impact debutta alla vetta della classifica album sudcoreana, mentre il singolo si ferma alla posizione 75 della corrispondente classifica singoli. L'EP viene certificato disco di platino dalla Korea Music Content Association con oltre 250 000 copie vendute a livello nazionale.
Il 10 gennaio Chaehyun è stata scelta come presentatrice del programma musicale di SBS MTV The Show, insieme a Yeosang degli Ateez e Minhee dei Cravity. Il 13 gennaio le Kep1er hanno ottevuto la loro prima vittoria in un programma musicale, a M Countdown. Il 21 febbraio è stata confermata la partecipazione delle Kep1er alla seconda stagione del programma televisivo di competizione della Mnet Queendom, che in programma per il marzo 2022. Dopo essersi classificate quinte nella finale di Queendom 2, le Kep1er annunciano la pubblicazione dell'EP Doublast e del singolo Up! per il 20 giugno 2022. L'EP si posiziona alla numero 2 nella classifica album sudcoreana. Doublast regala al gruppo un secondo disco di platino sudcoreano.
Il 3 agosto il gruppo pubblica il suo primo singolo in lingua giapponese, intitolato Wing Wing, che sarà contenuto nel loro primo EP per il mercato giapponese, Fly-Up, che raggiunge la seconda posizione nella classifica giapponese. L'album è uscito il 7 settembre 2022. Il terzo EP coreano delle Kep1er, intitolato Troubleshooter, è uscito il 13 ottobre 2022, con We Fresh come primo singolo estratto. Così come l'EP precedente, anche questo lavoro raggiunge la seconda posizione nella classifica album sudcoreana.

### 2023-presente:Fly-ByeLovestruck!
Come sequel del primo singolo giapponese, il 15 marzo esce Fly-By, che contiene il brano "I do! Do you?". Poco tempo dopo, il 10 aprile, il gruppo pubblica il suo quarto mini-album, Lovestruck!, trainato dalla traccia "Giddy".

## Stile e influenze musicali
Il nome del gruppo è stato rivelato al pubblico il 22 ottobre, nella finale di Girls Planet 999, e combina "Kep", che significa "acchiappare i propri sogni", e il numero 1, che simboleggia l'unione dei nove membri per essere un gruppo unico. Fa inoltre riferimento al pianeta Kepler, il cui nome è stato dato dall'astronomo tedesco Giovanni Keplero.

## Formazione
Attuale
- Choi Yujin (최유진?) – leader, voce (2022-presente)
- Shen Xiaoting (沈小婷S; 셴샤오팅?) – voce (2022-presente)
- Kim Chaehyun (김채현?) – voce (2022-presente)
- Kim Dayeon (김다연?) – rap (2022-presente)
- Hikaru Ezaki (江崎ひかる; 히카루 에자키?) – rap (2022-presente)
- Huening Bahiyyih (휴닝바히에?) – voce (2022-presente)
- Seo Youngeun (서영은?) – voce (2022-presente)

Ex componenti
- Mashiro Sakamoto (坂本舞白; 마시로 사카모토?) – co-leader, rap, voce (2022-2024)
- Kang Yeseo (강예서?) – rap (2022-2024)

## Discografia

### EP
- 2022 – First Impact
- 2022 – Doublast
- 2022 – Troubleshooter
- 2023 – Lovestruck!

### Singoli
- 2022 – Fly-Up
- 2023 – Fly-By

### Singoli promozionali
- 2022 – The Girls (Can't Turn Me Down) (per Queendom 2)
- 2022 – Sugar Rush

## Filmografia

### Programmi televisivi
- Girls Planet 999 (2021) – talent show che ha determinato i membri delle Kep1er
- Kep1er View (2021) – reality show pre-debutto
- Kep1er Debut Show (2022) – show di debutto
- Kep1er Zone (2022) – reality show
- Queendom 2 (2022) – concorrenti
- Kep1er Doublast On Air (2022) – reality show in supporto all'album Doublast
- KEPtain Heroes (2022) – reality show
- Kep1er-unner (2023) – reality show

## Videografia
- 2022 – Wa Da Da
- 2022 – Up!
- 2022 – Wing Wing
- 2022 – Sugar Rush
- 2022 – We Fresh
- 2023 – I do! Do you?
- 2023 – Giddy
- 2023 - Galileo